# Bruno Würtz
Bruno Würtz (* 1933 in Văliug im Banater Bergland, Königreich Rumänien; † 1992 in Timișoara) war Germanist, Philosoph, Theaterkritiker und Intendant des Deutschen Staatstheaters Temeswar.

## Leben und Wirken
Würtz studierte zunächst in Bukarest Germanistik und Philosophie, kam 1958 nach Timișoara zur Zeitung „Die Wahrheit“ (ab 1968 Neue Banater Zeitung), wo er vor allem Theaterkritiken publizierte. Würtz studierte Marxistische Philosophie an der „Sozial-Politischen Akademie Stefan Gheorghiu“ in Bukarest, schloss das Studium mit einer Arbeit über Martin Heidegger ab und gab die erste Monographie von Karl Jaspers in Rumänien heraus. Später wandte sich Würtz der Kirchengeschichte zu, beschäftigte sich mit den einzelnen Sekten und begann eine Geschichte der Weltreligionen zu veröffentlichen, dessen erster Band 1991 erschien.
1971 übernahm Bruno Würtz von Johann Székler die Leitung des Deutschen Staatstheaters Temeswar. „Würtz war ein überzeugter Marxist. Er führte nach seiner Amtseinführung am 10. Februar 1971 ideologische Fortbildungskurse ein, mit verpflichtender Teilnahme des ganzen Ensembles […] Er ließ Mikrophone in den Garderoben der Schauspieler und im Büro des Dramaturgen installieren“, schrieb der Dramaturg Harald Siegmund rückblickend über den Kronstädter Schriftstellerprozess.
Anfang der 1970er Jahre stellten sich die ersten finanziellen Schwierigkeiten des DSTT ein. Zwar erhielt das Theater den lange erwarteten Bus für die Auswärtstourneen, aber die Einnahmen gingen zurück. Durch die Einbeziehung von Laienkünstlern, wie der Pipatsch-Kapelle oder des Schubert-Chors Temeswar in Wilhelm Meyer-Försters Schauspiel Alt-Heidelberg waren auch finanziell wieder erfolgreich. Während des Direktorats von Würtz wurden vor allem junge Schauspieler gefördert. Zu diesem Zweck ließ er im Theaterfoyer ein Studio für 50 Zuschauer einrichten, in dem die jungen Künstler ihre Experimente vorführen konnten. Auch rief er einen Autorenkreis ins Leben, der dem Theater neue Spieltexte von einheimischen deutschen Dramatikern liefern sollte. Dazu gehörten neben anderen Ludwig Schwarz, Raimund Binder, Hans Kehrer, Franz Csiky und Nikolaus Berwanger. Würtz trat auch als Übersetzer in Erscheinung. Er übersetzte das Stück des rumänischen Dramatikers der stalinistischen Jahre Mihai Davidoglus Großvaters liebe Augen und Alexandru Popescus Stück Die ungerufene gute Nacht, das sich mit der Untergrundbewegung der rumänischen Kommunisten vor 1945 beschäftigte.
1974 verließ Würtz, der inzwischen zum Doktor der Philosophie promoviert hatte, das Theater und ging als Dozent an die West-Universität Timișoara, wo er sich dem Sonderforschungsbereich Religion und Sekten widmete.

## Veröffentlichungen
- Das Problem des Menschen in der Philosophie des Karl Jaspers. Facla-Verlag, Timișoara 1976.
- Doktrin der wichtigsten Sekten des zeitgenössischen Christentums. Universitätsverlag, Timișoara 1984 und 1988.
- Die Hermeneutik Gadamers. Universitätsverlag Timișoara 1985.
- Geschichte der Religionen. Timișoara 1991.
- New Age. Hohles Paradigma oder die Wiederverzauberung des Wassermanns. Timișoara 1992.